# Tom Holland (színművész)
Thomas Stanley Holland (London, Anglia, 1996. június 1. –) angol színész. Elismerései között szerepel egy Brit Filmakadémia-díj, három Szaturnusz-díj, egy Guinness-világrekord és a Forbes 30 Under 30 Europe listáján való szereplés. Egyes kiadványokban generációjának egyik legnépszerűbb színészének nevezték.
Holland pályafutása kilencéves korában kezdődött, amikor beiratkozott egy táncórára, ahol egy koreográfus felfigyelt rá, aki elintézte, hogy a Billy Elliot – A musical meghallgatásán szerepeljen a londoni Victoria Palace Színházban. Kétéves felkészülés után 2008-ban mellékszerepet kapott, és abban az évben kinevezték a címszerepre, amelyet egészen 2010-ig alakított. Holland A lehetetlen (2012) című katasztrófadrámában debütált, amiért elnyerte az év fiatal brit színészének járó London Film Critics Circle-díját. Ezt követően Holland úgy döntött, hogy főállású színészi karrierre vált, szerepelt a Majd újra lesz nyár (2013) című filmben, valamint történelmi személyiségeket alakított A tenger szívében (2015) című filmben és a Farkasbőrben (2015) című minisorozatban.
A Marvel-moziverzum (MCU) hat szuperhősfilmjében, elsőként az Amerika Kapitány: Polgárháborúval (2016) kezdődően Pókemberként szerzett nemzetközi elismerést. A következő évben megkapta a BAFTA Rising Star-díját, később pedig a legfiatalabb színész lett, aki főszerepet játszott a Pókember: Hazatérés (2017) MCU-filmben. A Pókember: Idegenben (2019) és a Pókember: Nincs hazaút (2021) folytatások egyaránt több mint 1 milliárd dolláros bevételt hoztak világszerte, az utóbbi az év legnagyobb bevételt hozó filmje lett.
Ezt követően a Mindig az ördöggel (2020) és a Cherry: Az elveszett ártatlanság (2021) című bűnügyi drámákban játszott komorabb szerepeket. Emellett Holland rendezte a Tweet című rövidfilmet (2015), valamint több animációs filmben is szinkronizált.

## Élete és pályafutása

### Fiatalkora és háttere

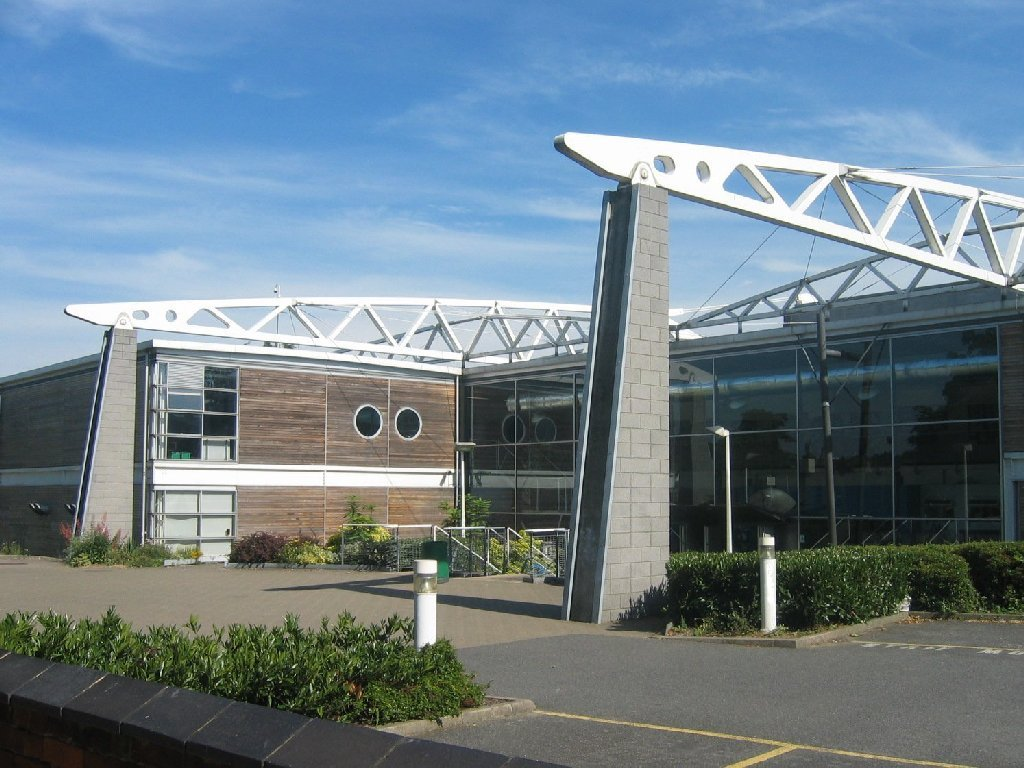
A londoni BRIT Előadóművészeti és Műszaki Iskola, ahová Holland is járt.

Thomas Stanley Holland 1996. június 1-jén született a délnyugat-londoni Kingston upon Thames-ben, Nicola Elizabeth Frost fotós és Dominic Holland humorista és író gyermekeként. Három öccse van, Harry, Sam (sz. 1999) és Paddy (sz. 2004). Apai nagyanyja az írországi Tipperaryból származott.  Holland Kingston upon Thames-ben él, szülei és testvérei házának közelében. Mivel szülei kreatív szakmát végeznek, gyakran inspirálják őt; az apját tekinti példaképének, aki az iparágban szerzett tapasztalatai miatt nem hivatalosan a menedzsereként dolgozott.
Holland a Wimbledonban található Donhead katolikus előkészítő iskolában tanult. Hétéves korában diszlexiát diagnosztizáltak nála. Szülei őt és testvéreit magániskolába járatták, hogy megkapják a megfelelő figyelmet. Habár Hollandnak tetszett az új iskola, ez kezdte hátrányosan befolyásolni a családja anyagi helyzetét. 2012-ig a Wimbledon College-ba, egy önkéntesen támogatott jezsuita általános iskolába járt, majd ezt követően a Croydonban található BRIT Előadóművészeti és Műszaki Iskolában tanult.
Felnőve Holland több pályaválasztási lehetőséget is fontolóra vett. Kiskorában rajongott Janet Jackson dalaiért, és gyakran táncolt rájuk. Édesanyja, akit ez lenyűgözött, beíratta egy tánctanfolyamra, amelyet abban a magániskolában hirdettek, amelyet Holland akkoriban meglátogatott. Tizenévesen Holland rövid ideig ácsképző iskolába járt a walesi Cardiffban. Egyszer azt gondolta, hogy általános iskolai tanár lesz, mivel szeret a gyerekek között lenni.

### 2006-2014: Korai színházi munkák és filmes debütálása

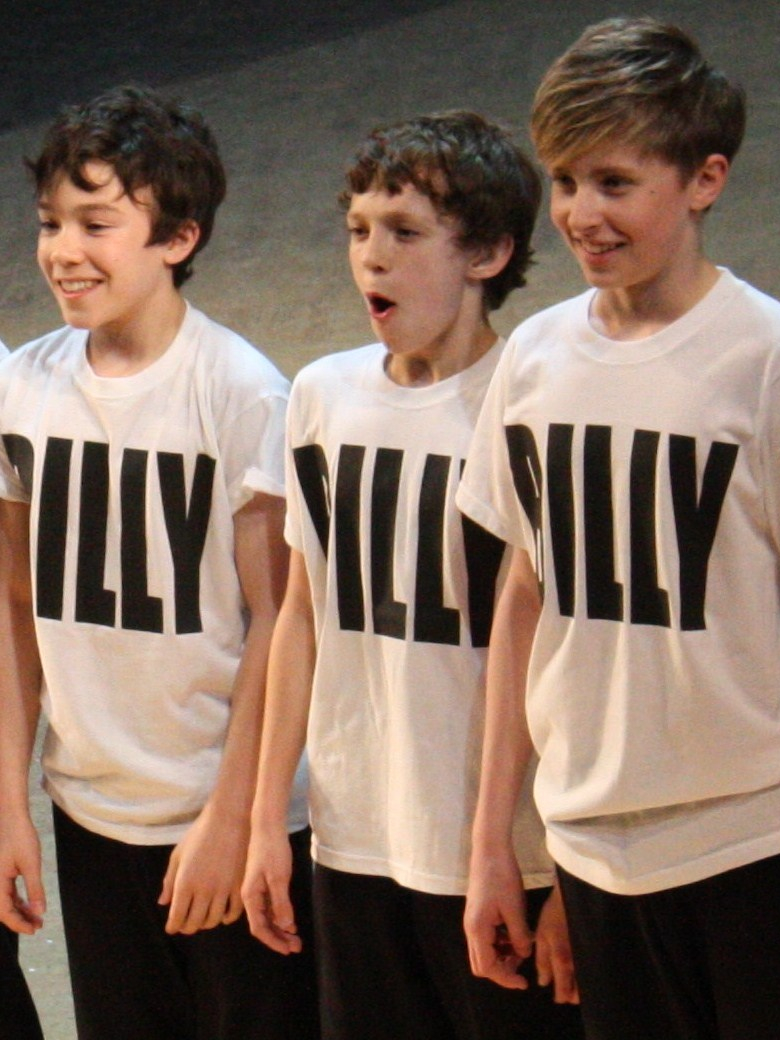
Holland (középen) a Billy Elliot musical ötödik évfordulóján, a Victoria Palace Színházban 2010-ben.

Holland kilencévesen kezdett el táncolni a wimbledoni Nifty Feet Dance School hip-hop tánciskolában, ahol iskolai csoportjával fellépett a 2006-os Richmond Táncfesztiválon. Ott figyelt fel rá Lynne Page koreográfus, aki a Billy Elliot – A musical koreográfusának, Peter Darlingnak munkatársa is volt. Page meghallgatást szervezett Hollandnak, ahol a musical rendezője, Stephen Daldry úgy vélte, hogy „nagy lehetőségek vannak benne, és nagyon tehetséges színész”. Holland elnyert, a főhős legjobb barátjának, Michael Caffrey-nek szerepét, és 2008 júniusában debütált a West End Victoria Palace Színházában. A musicalben való szereplés alatt Holland megtanult tornázni. Elmondta, hogy amikor az iskolában a társai megtudták, hogy táncol, elkezdték piszkálni.

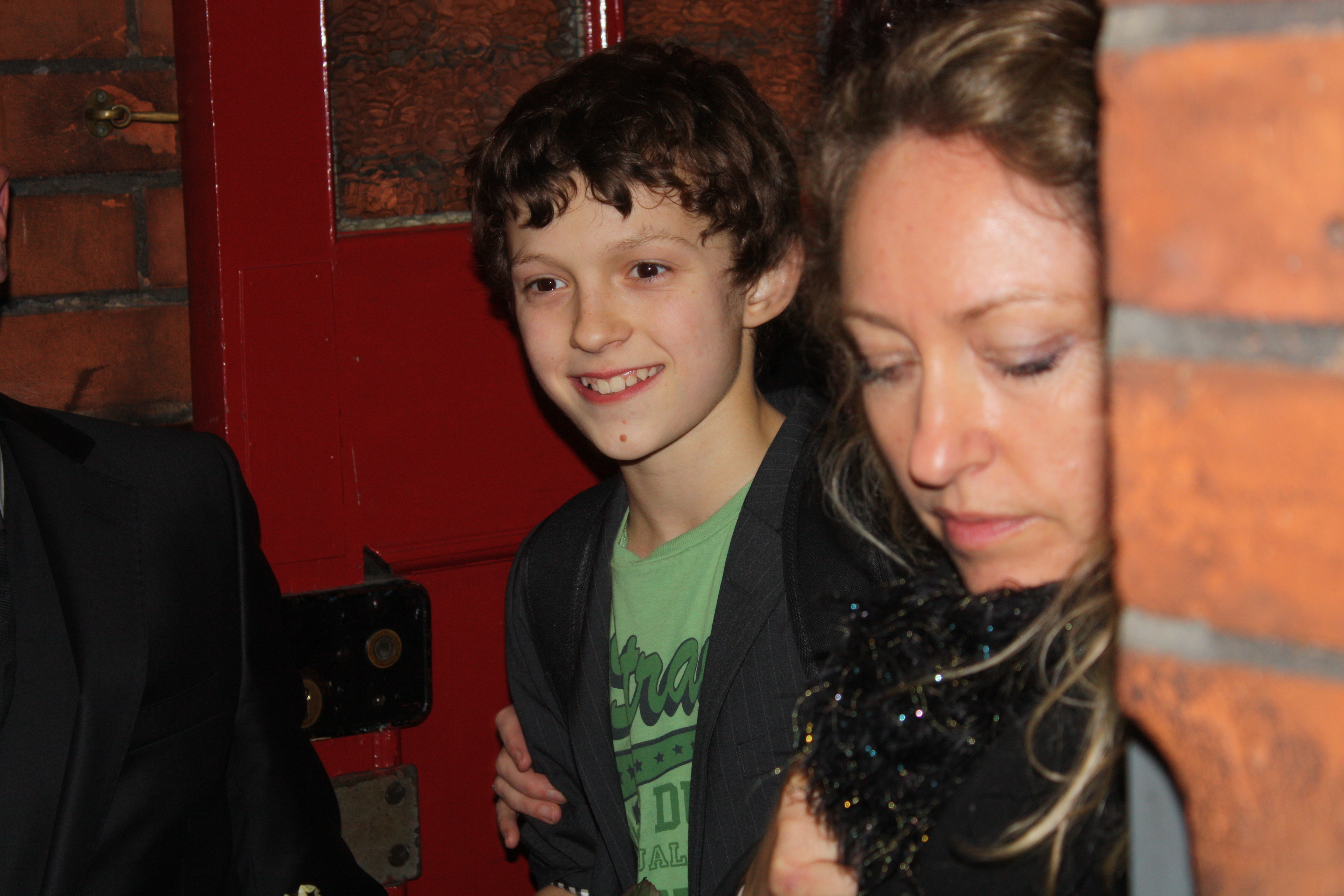
Holland 2010-ben

 Később, 2008-ban Hollandot és társát, Tanner Pfluegert kinevezték a musical főszerepére. Az Elliotot játszó Holland az első napon mandulagyulladással megbetegedett, de a színpadon így is pozitív kritikákat kapott. Másnap elment az orvoshoz. A színpadi sikerei után abban reménykedett, hogy népszerű lesz az iskolában, és hogy az iskolatársai nem fogják tovább piszkálni. Miután hivatásos környezetbe került, hamarabb érett meg társainál, és nehezen tudott beilleszkedni. Ennek eredményeképpen az általános középiskolai bizonyítványának jegyei romlottak. Miután 2010 májusában befejeződött a Billy Elliot – A musicalben való munkája, Holland szinkronizált az Arrietty – Elvitte a manó című japán animációs fantasyfilm (2011) brit változatában, és elküldött egy meghallgatásra készült felvételt Juan Antonio Bayonának A lehetetlen (2012) című film egyik szerepére. Bayona ezután megbeszélt egy találkozót, és megkérte Hollandot, hogy írjon egy levelet az édesanyjának, és azt szavalja el meghallgatásként. Bayona lenyűgözve az érzelmes előadásmódjától, a fiút is beválogatta a filmbe.
A lehetetlen című filmben Holland egy tinédzsert alakított, aki családjával együtt csapdába esett a 2004-es indiai-óceáni földrengés és szökőár idején. A színpadról a filmvászonra való átállás kezdetben nehéz volt Holland számára, mivel már nem élő közönség előtt játszott, hanem egy kamera előtt. Ő és színésztársa, Naomi Watts egy 35 ezer gallonos víztartályban vették fel a jeleneteket, amelyek fizikailag és lelkileg is megterhelőek voltak számukra. A Watts-szal való közös munka rádöbbentette Hollandot, hogy véglegesen színészi karriert szeretne folytatni. A lehetetlen premierje szeptemberben volt a Torontói Nemzetközi Filmfesztiválon, ahol kritikai és kereskedelmi sikert aratott, és 180,3 millió dolláros bevételt hozott a 45 millió dolláros költségvetéssel szemben. Holland kritikai dicséretet kapott az alakításáért. A. O. Scott, a The New York Times kritikusa "fantasztikus fiatal színésznek" találta Hollandot, és dicsérte karakterének változását. Számos díjat nyert, köztük a National Board of Review díját az áttörő alakításért és a London Film Critics Circle díját az év fiatal brit előadóművészéért. Szerepelt a Majd újra lesz nyár (2013) című filmdrámában, mellékszereplőként feltűnt a Locke – Nincs visszaút (2013) című drámában, valamint a Billy Elliot – A musical (2014) című filmben cameoszerepet játszott.

### 2015-2017: Áttörés mint Pókember
Holland feltűnt a BBC Two történelmi minisorozatának, a Farkasbőrbennek (2015) négy epizódjában, mint Gregory Cromwell. Ő rendezte a Tweet (2015) című 3 perces rövidfilmet, amely egy fiatalemberről szól, aki madáretetőt épít a nagyapjával; Holland később, érdeklődést mutatott a játékfilmek rendezése iránt. Szintén 2015-ben Holland játszotta Thomas Nickerson, a tinédzser tengerész szerepét Ron Howard A tenger szívében című történelmi kalanddrámájában. A film az Essex nevű amerikai bálnavadászhajó 1820-as elsüllyedéséről szól, amely a 2000-ben megjelent azonos című könyv alapján készült. A forgatás során ő és színésztársai, köztük Chris Hemsworth is, jelentősen lefogytak, napi 500-1000 kalóriát fogyasztottak. Holland végezte a legtöbb jelenetet a filmben. A tenger szívében című film vegyes kritikákat kapott, és 93 millió dolláros bevételt hozott a 100 millió dolláros költségvetéssel szemben. Brian Truit, a USA Today kritikusa azt írta, hogy Holland „jó munkát végez”.
2015 júniusában hatfilmes szerződést írt alá a Marvel Studios-szal, hogy eljátssza a tizenéves Pókembert. Gyerekkorában rajongott Pókemberért; 30 jelmeze és ágyneműhuzata volt a karakterről. Világszerte 1500 tinédzser, köztük Charlie Rowe és Asa Butterfield színészek is részt vettek a meghallgatásokon. Míg Kevin Feige és Amy Pascal producereket lenyűgözte a A lehetetlen, a Wolf Hall és A tenger szívében című filmekben nyújtott alakítása, a Russo testvérek Holland táncos és tornász hátterét hozták fel a szereposztás kiválasztásának alapjául. Stan Lee, a Pókember megalkotója azt mondta, hogy Holland „pontosan annyi idős és magas” volt, mint amekkorának a karaktert megálmodta. A Marvel-moziuniverzum (MCU) részeként először az Amerika Kapitány: Polgárháborúban (2016) tűnt fel Pókemberként. A film kritikai és kereskedelmi sikert aratott, több, mint 1.1 milliárd dolláros bevételt hozott a 250 millió dolláros költségvetéssel szemben, és ezzel a 2016-os év legnagyobb bevételt hozó filmje lett. A The Guardian kritikusa Peter Bradshaw dicsérte Hollandot és színésztársát, Paul Ruddot (aki a Hangyát játszotta), mint „csábítóan életvidám és szórakoztató”, Richard Roeper a Chicago Sun-Times-tól pedig azt írta, hogy „elsőre erős benyomást keltett” mint Pókember.
2016-ban Holland Joel Kinnaman és Percy Hynes White mellett szerepelt A tél vidéke című lélektani thrillerben. Ez volt az első olyan film, amit a szülei tudta nélkül készített. Frank Scheck a The Hollywood Reporter-től „kiválónak” találta Hollandot és White-ot. A Brit Filmakadémia 70. díjátadóján 2017-ben Holland elnyerte a Rising Star-díjat. Holland első munkája ebben az évben Charlie Hunnam mellett volt James Gray Z – Az elveszett város című drámájában, amely pozitív kritikákat kapott. A forgatás utolsó napján eltörte az orrát egy sikertelen hátraszaltó kísérlet után. Holland játszotta Percy Fawcett (Hunnam) fiát, egy felfedezőt, aki többször is megpróbál megtalálni egy feltételezhetően elveszett ősi várost az Amazonas esőerdejében. Neil Soans, a The Times of India kritikusa dicsérte Hollandot, amiért a filmet a vége felé érzelmessé tette, Rex Reed, a The New York Observer kritikusa pedig „figyelemreméltóan erőteljesnek és magabiztosnak” találta. Később, 2017-ben Holland játszotta Samuel Insull-t Alfonso Gomez-Rejon The Current War című filmjében, amely negatív kritikákat kapott és bevétel szempontjából is megbukott. Clarisse Loughre, a The Independent cikkírója szerint Holland szerepe jelentéktelen.
Holland legsikeresebb filmje 2017-ben a Pókember: Hazatérés volt. Ennek eredményeként bekerült a Guinness Rekordok Könyvébe, mint a legfiatalabb színész, aki főszerepet játszott az MCU-ban. Holland ugyan merített némi inspirációt a korábbi Pókember-színészektől, Tobey Maguire-tól és Andrew Garfieldtől, de a karakter újraértelmezésében szeretett volna némi újdonságot is belevinni. A Hazatérés középpontjában Parker állt, aki próbál egyensúlyt teremteni a középiskolás és a szuperhős lét között. A felkészülés kedvéért Holland néhány napig a bronxi The Bronx High School of Science Schoolba járt, bár a többi diák nem hitte el, hogy Pókember szerepét neki szánják. Holland úgy érezte, hogy ez a helyzet tükrözi a film történetét, amelyben a többi szereplő nem tudja, hogy Parker a Pókember. A Hazatérés és Holland alakítása pozitív kritikákat kapott. Peter Travers szerint „egy született sztárszínész alakítása”. A film 175 millió dolláros költségvetésből készült, és világszerte több mint 800 millió dolláros bevételt hozott. Utolsó szerepe 2017-ben a Tribeca Filmfesztiválon bemutatott Pilgrimage című ír filmben volt. A filmen kívül abban az évben Holland Zendayával együtt jelent meg a Paramount Network Lip Sync Battle című műsorában, amelynek során Rihanna „Umbrella” című dalára adott elő egy táncszámot női ruhában. Szülei megalapították a The Brothers Trust nevű jótékonysági szervezetet, amelynek célja, hogy népszerűségét felhasználva humanitárius célokra gyűjtsenek pénzt.

### 2018-napjainkig: Kasszasikerek és felnőtt szerepek
Holland ismét eljátszotta Pókember szerepét a Bosszúállók: Végtelen háború (2018) és annak folytatásában, a Bosszúállók: Végjáték (2019) című filmekben, amelyeket egymás után forgattak. A filmek egyenként több mint 2 milliárd dollárt hoztak, és a Végjáték rövid ideig minden idők legnagyobb bevételt hozó filmje volt. Ezt követően elkészült a Pókember: Idegenben (2019) című folytatás, amely pozitív kritikákat kapott, és az első Pókember-film lett, amely 1 milliárd dollárt keresett, és 2019 negyedik legnagyobb bevételét hozta. Ben Travis, az Empire magazin kritikusa úgy értékelte, hogy Holland „tökéletes Pókember – még mindig viccesebb és hitelesebb tinédzser”, mint a karaktert korábban alakító Maguire és Garfield. Travis szerint „Holland sosem veszíti el azt a lelkes kisugárzást, ami az MCU egyik legszerethetőbb figurájává teszi őt”. Holland egymás után harmadszor kapta meg a legjobb fiatal színészi alakításért járó Szaturnusz-díjat az Idegenben című filmért, miután korábban a Polgárháborúért és a Hazatérésért is elnyerte. Szinkronizált a Blue Sky Studios Kémesítve (2019) című animációs filmjében, a Dolittle (2020) című élőszereplős filmben és a Pixar Előre (2020) című filmjében. Az utóbbi kettő az MCU-ban szereplő társaival, Robert Downey Jr.-ral és Chris Pratt-tel együtt szerepelt. Mindhárom film magas költségvetéssel készült, de a kasszáknál alulteljesítettek.

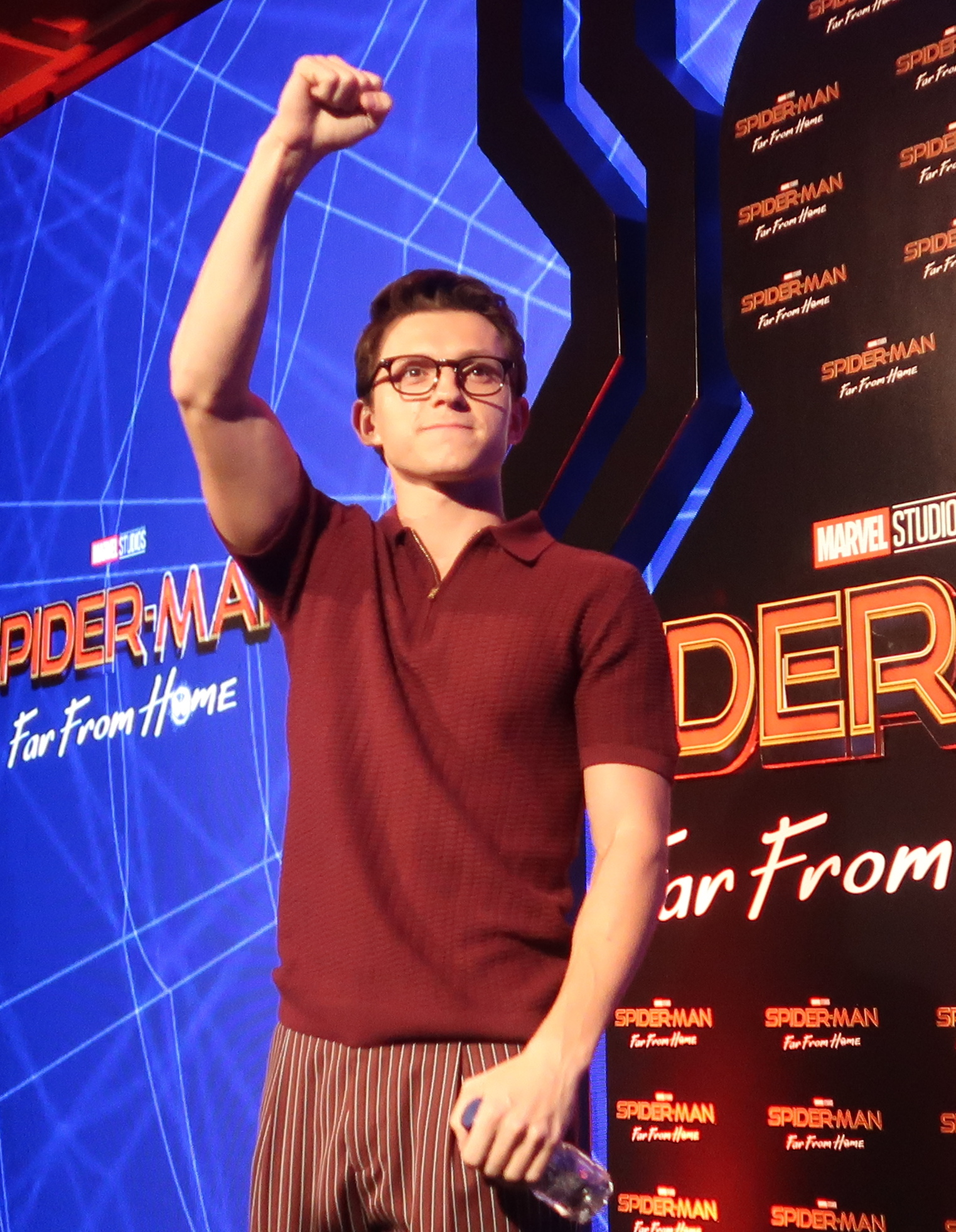
Holland a Pókember: Idegenben 2019-es rendezvényén

Holland a Bosszúállók sztárja, Sebastian Stan mellett szerepelt Antonio Campos Mindig az ördöggel (2020) című Netflixes lélektani thrillerében, amely a második világháború után játszódik. Tom elmondta, hogy kezdetben aggódott, hogy nincs elég tapasztalata ahhoz, hogy eljátsszon egy fiatal árva fiút, aki gyilkolászni kezd, emiatt félt és ideges volt az első forgatási napon. Campos bátorítására végül élvezte a szerepet, habár ez átmenetileg megviselte a mentális egészségét. Campos dicsérte Holland igyekezetét, hogy megtanult dél-amerikai angol nyelven a szerep kedvéért, színészi munkáját „módszeresnek”, „átgondoltnak és érzelmesnek” jellemezte, és kedves embernek nevezte. Az IndieWire és Roger Ebert honlapjának kritikusai úgy vélekedtek, hogy a film elrontott forgatókönyve ellenére Holland meggyőző alakítást nyújtott, és megmutatta színészi tehetségét. A Variety jelentése szerint 2020 novemberére a film az év 22. legnézettebb filmje volt.
Holland három filmben is szerepelt, amelyek 2021-ben kerültek a mozikba. Az első, a Cherry: Az elveszett ártatlanság című bűnügyi dráma Nico Walker amerikai író azonos című regénye alapján készült, és a Bosszúállók rendezőivel, a Russo testvérekkel dolgozott ismét együtt. Egy főiskolai hallgatót alakított, aki poszttraumás stresszbetegségben szenved, miután bevonult a hadseregbe, és bankokat rabol, hogy finanszírozza drogfüggőségét. A szerepre való felkészülés során Holland leborotválta a fejét, és interjúkat készített olyan katonai veteránokkal, akiket kábítószerrel való visszaélés és poszttrauma miatt kezelnek. 14 kg-ot lefogyott, majd a forgatás után visszanyerte a súlyát. A filmet februárban mutatták be a mozikban, márciusban pedig digitálisan az Apple TV+-on. A kritikusok egyöntetű véleménye szerint a film lehetővé tette Holland számára, hogy bővítse színészi látókörét, de a történet sablonos volt. Ezt Owen Gleiberman, a Variety munkatársa is megerősítette, aki megjegyezte, hogy Holland bizonyította színészi képességeit, és számos különböző megjelenést és hangulatot mutatott be. Holland ezután Patrick Ness azonos című bestseller-sorozatának adaptációjában, A fejedbe látok című filmben alakított egy fiatalembert, aki egy Újvilág nevű bolygón él. A filmet több újraforgatás miatt elhalasztották 2019 elején, ami 15 millió dollárral növelte a költségvetést, így a költségek összege elérte a 100 millió dollárt. A fejedbe látok nem hozta vissza a költségvetését, és meglehetősen gyenge kritikákat kapott. David Rooney, a The Hollywood Reporter kritikusa úgy ítélte meg, hogy a Holland és Ridley közötti kémia nem volt túl jó, Christian Holub, az Entertainment Weekly kritikusa pedig megjegyezte, hogy nem sikerült elszakadnia a Pókemberhez hasonló szerepektől.
2021 novemberében Percy Pig hangját szolgáltatta a Marks & Spencer áruházlánc "karácsonyi élelmiszer-különlegességek" reklámsorozatában. A következő hónapban újra eljátszotta Peter Parker szerepét a Pókember: Nincs hazaút címűfilmben. Miután olyan filmekben vállalt felnőtt szerepeket, mint a Cherry, Holland megjegyezte, hogy furcsa volt visszailleszkedni Parker szerepéhez, főleg azért, mert meg kellett növelnie a hangszínét, és vissza kellett térnie a „naiv, kedves tinédzser” mentalitásához. A Nincs hazautat a „valaha készült legambiciózusabb egyedi szuperhősfilmként” jellemezte. Annak ellenére, hogy a COVID-19 világjárvány idején mutatták be, a Nincs hazaút hamar a 2021-es év legnagyobb bevételt hozó filmjévé és minden idők hatodik legnagyobb bevételt hozó filmjévé vált. A 2019-es Star Wars IX. rész – Skywalker kora óta ez lett az első olyan film, amely több mint 1 milliárd dollárt keresett a kasszáknál. A Nincs hazaút az IMDb online adatbázisban és a Rotten Tomatoes kritika-gyűjtő oldalon is a legjobban értékelt Pókember-film lett. Wendy Ide, a The Guardian kritikusa pozitívan értékelte. Kevin Maher, a The Times cikkírója úgy vélekedett, hogy Holland „a szerep minden porcikáját uralja”, valamint „hálót vet ki és rabul ejti az ember szívét”.
A Pókemberként való jövőjéről beszélgetve a Nincs hazaút után Holland a GQ-nak 2021-ben azt mondta, kétséges, hogy újra eljátssza-e a szerepet, különösen miután 2026-ban betölti a 30. életévét. Elmondta, hogy szívesen látna egy élőszereplős Pókember-filmet Miles Morales főszereplésével, míg Amy Pascal arról beszélt, hogy szeretné, ha Holland továbbra is játszaná a szerepet. Holland azzal kezdte a következő évet, hogy befektetett a Dogpound edzőterem-hálózatba, és a Naughty Dog videojáték-sorozatának filmadaptációjában megkapta a főszerepet. Azokra a jelenetekre készülve, ahol a karaktere csaposként dolgozik, Holland váltott műszakokban dolgozott a Chiltern Firehouse-ban, egy londoni bárban. Bár a forgatás a COVID-19 világjárvány miatt késett, Holland továbbra is evett és edzett a szerepre. Az Uncharted vegyes kritikákat kapott, de Rebecca Rubin, a Variety kritikusa a kasszasikert Holland sztárerejének köszönte. Roger Ebert weboldalán Brian Tallerico vegyes kritikát közölt a filmről, kritizálta a szereposztást, és azt írta, hogy „Hollandnak megvan a mozgékonysága, de egyszerűen hiányzik belőle a szerephez szükséges tömeg és a világ iránt érzett fájdalom”.

## Magánélete
Van egy Tessa nevű kék Staffordshire bullterrierje. Három öccsével (Harry, Sam és Paddy) együtt támogatja a The Brothers Trust nevű brit jótékonysági szervezetet, amely pénzt gyűjt különböző jótékonysági célokra.
Holland magánemberként jellemzi magát, és nem szívesen beszél a nyilvánosság előtt a magánéletéről. 2021 decemberétől párkapcsolatban áll az amerikai színésznővel, Zendayával. Egy GQ-interjúban úgy nyilatkozott, hogy a lány „nagyban hozzájárult” a józan gondolkodásához. Továbbá kijelentette, hogy Zendaya megtanította neki, hogyan kell megfelelően kommunikálni a rajongóival, és úgy gondolta, hogy a kapcsolatukkal járó médiafelhajtás sérti a magánéletüket. 2022-ben az álompár Londonban vett házat, a felújítása után nyáron be is költöztek. Holland arról beszélt, hogy alvásparalízis rémálmai vannak, amelyekben paparazzik vannak a hálószobájában.

## Filmográfia

### Film
| Év   | Magyar cím                       | Eredeti cím                   | Szerep                          | Magyar hang     | Rendező                   |
| ---- | -------------------------------- | ----------------------------- | ------------------------------- | --------------- | ------------------------- |
| 2010 | Arrietty – Elvitte a manó        | Arrietty                      | Shō (angol hangja)              | Baráth István   | Jonebajasi Hiromasza      |
| 2012 | A lehetetlen                     | The Impossible                | Lucas Bennett                   | Ducsai Ábel     | Juan Antonio Bayona (1.)  |
| 2013 | Majd újra lesz nyár              | How I Live Now                | Isaac                           | Penke Bence     | Kevin McDonald            |
| 2013 | Locke – Nincs visszaút           | Locke                         | Eddie (hangja)                  | Boldog Gábor    | Steven Knight             |
| 2014 | Billy Elliot – A musical         | Billy Elliot the Musical Live | Billy (cameo)                   | eredeti nyelven | Brett Sullivan            |
| 2015 | A tenger szívében                | In the Heart of the Sea       | Thomas Nickerson fiatalon       | Baráth István   | Ron Howard                |
| 2016 | Amerika Kapitány: Polgárháború   | Captain America: Civil War    | Peter Parker / Pókember         | Baráth István   | Anthony és Joe Russo (1.) |
| 2016 | A tél vidéke                     | Edge of Winter                | Bradley Baker                   | Baráth István   | Rob Connolly              |
| 2016 | Z – Az elveszett város           | The Lost City of Z            | Jack Fawcett                    | Baráth István   | James Gray                |
| 2016 | Váratlan jóbarát                 | A Monster Calls               | szörny                          | nem szólal meg  | Juan Antonio Bayona (2.)  |
| 2017 | Az ereklye                       | Pilgrimage                    | Újonc / Diarmuid testvére       | Baráth István   | Brendan Muldowney         |
| 2017 | Pókember: Hazatérés              | Spider-Man: Homecoming        | Peter Parker / Pókember         | Baráth István   | Jon Watts (1.)            |
| 2017 | Feszültség                       | The Current War               | Samuel Insull                   |                 | Alfonso Gomez-Rejon       |
| 2018 | Bosszúállók: Végtelen háború     | Avengers: Infinity War        | Peter Parker / Pókember         | Baráth István   | Anthony és Joe Russo (2.) |
| 2019 | Bosszúállók: Végjáték            | Avengers: Endgame             | Peter Parker / Pókember         | Baráth István   | Anthony és Joe Russo (3.) |
| 2019 | Pókember: Idegenben              | Spider-Man: Far From Home     | Peter Parker / Pókember         | Baráth István   | Jon Watts (2.)            |
| 2019 | Kémesítve                        | Spies in Disguise             | Walter Beckett (hangja)         | Puskás Péter    | Nick Bruno                |
| 2019 | Kémesítve                        | Spies in Disguise             | Walter Beckett (hangja)         | Puskás Péter    | Troy Quane                |
| 2020 | Dolittle                         | Dolittle                      | Dzsip (hangja)                  | Baráth István   | Stephen Gaghan            |
| 2020 | Előre                            | Onward                        | Ian Lightfoot (hangja)          | Baráth István   | Dan Scanlon               |
| 2020 | Mindig az ördöggel               | The Devil All the Time        | Arvin Eugene Russell            | Baráth István   | Antonio Campos            |
| 2021 | Cherry: Az elveszett ártatlanság | Cherry                        | Nico Walker                     |                 | Anthony és Joe Russo (4.) |
| 2021 | A fejedbe látok                  | Chaos Walking                 | Todd Hewitt                     | Baráth István   | Doug Liman                |
| 2021 | Venom 2. – Vérontó               | Venom: Let There Be Carnage   | Peter Parker / Pókember (cameo) | nem szólal meg  | Andy Serkis               |
| 2021 | Pókember: Nincs hazaút           | Spider-Man: No Way Home       | Peter Parker / Pókember         | Baráth István   | Jon Watts (3.)            |
| 2022 | Uncharted                        | Uncharted                     | Nathan „Nate” Drake             | Baráth István   | Ruben Fleischer           |
| 2026 |                                  | Spider-Man: Brand New Day     | Peter Parker / Pókember         | Baráth István   | Destin Daniel Cretton     |
| 2026 |                                  | The Odyssey                   | Télemakhosz                     |                 | Christopher Nolan         |

### Televízió

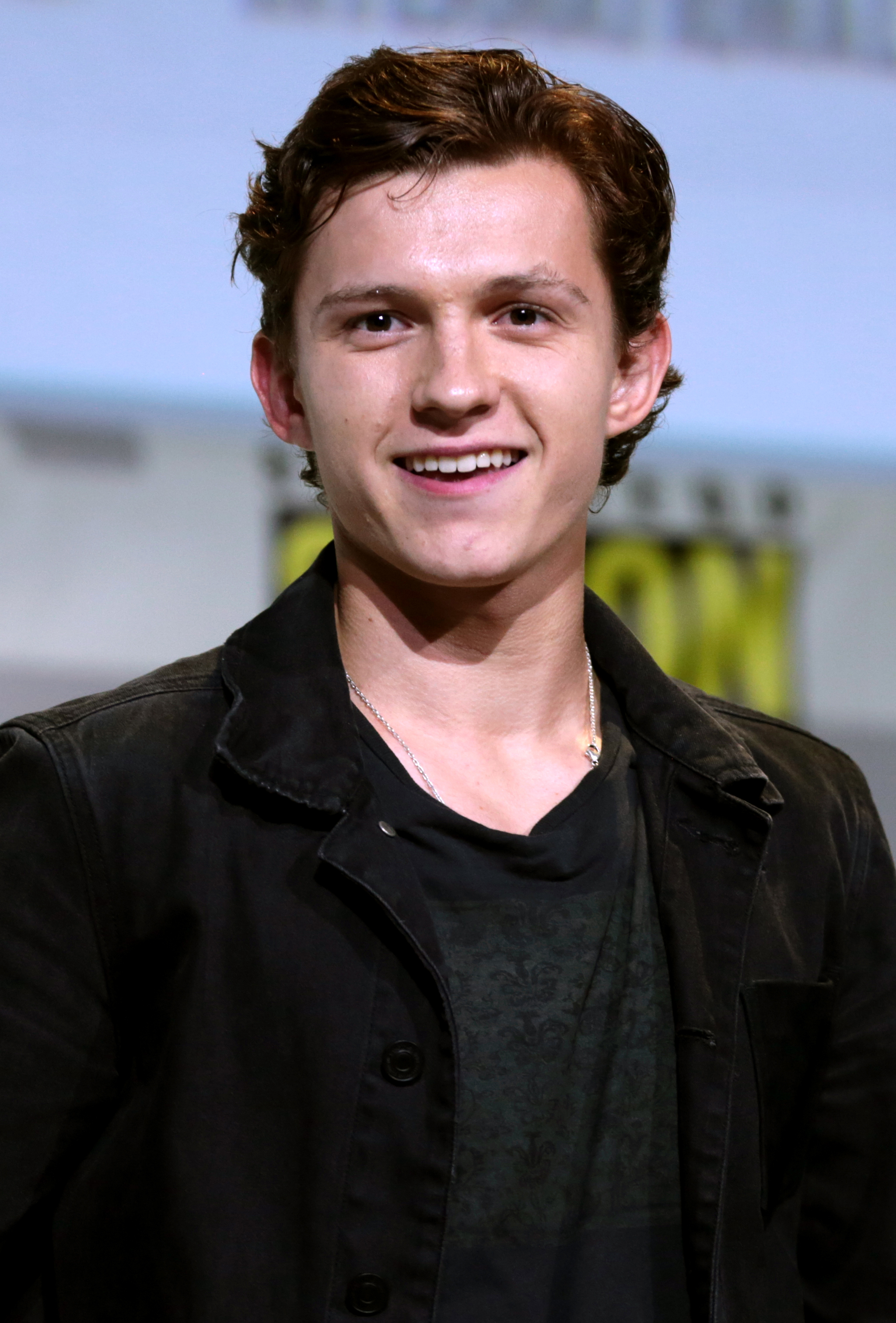
A 2016-os San Diegó-i Nemzetközi Képregény-találkozón

| Év        | Magyar cím      | Eredeti cím            | Szerep           | Megjegyzések                         | Ref.    |
| --------- | --------------- | ---------------------- | ---------------- | ------------------------------------ | ------- |
| 2015      | Farkasbőrben    | Wolf Hall              | Gregory Cromwell | minisorozat (6 epizód)               | [ 109 ] |
| 2017      | Playback párbaj | Lip Sync Battle        | önmaga           | 1 epizód ("Tom Holland vs. Zendaya") | [ 110 ] |
| 2017–2021 |                 | The Graham Norton Show | önmaga           | 4 epizód                             | [ 111 ] |
| 2023      | A zsúfolt szoba | The Crowded Room       | Danny Sullivan   | főszereplő és vezető producer        | [ 112 ] |

## Színházi szerepek
| Év        | Cím                      | Szerep                         | Helyszín                | Hivatkozás      |
| --------- | ------------------------ | ------------------------------ | ----------------------- | --------------- |
| 2008–2010 | Billy Elliot – A musical | Billy Elliot / Michael Caffrey | Victoria Palace színház | [ 113 ] [ 114 ] |